# Tenamaxtlán
Tenamaxtlán é um município do estado de Jalisco, no México.
Em 2005, o município possuía um total de 7.047 habitantes.